# 米格尔·科尔德罗·德尔坎皮略
米格尔·科尔德罗·德尔坎皮略（西班牙語：Miguel Cordero del Campillo，1925年1月12日—2020年2月12日），西班牙兽医学家，寄生虫学家，政治人物。曾任参议院议员（1977年－1979年）、莱昂大学校长（1984年－1986年）。

## 生平
1925年出生于莱昂省贝加米安村。1947年毕业于莱昂大学兽医专业。1952年在马德里大学获得博士学位，同年在国家兽医部门录用考试中取得第一名。1953年至1963年，任地区畜牧局局长。1960年至1981年长期在西班牙高等科学研究理事会从事科研工作。期间还在奥维耶多大学莱昂校区兽医学院任教，1963年晋升教授，历任传染病与寄生虫病病理学系主任，兽医学院副院长（1964年－1967年），院长（1967年－1974年）。长期从事寄生虫流行病学的研究，是动物寄生虫学界的权威。
西班牙民主转型时期，他还是莱昂省的参议院议员。1979年莱昂大学脱离奥维耶多大学成立后，积极从事学科建设工作，1983年至1984年任副校长，1984年至1986年任校长。1986年成为名誉教授。1999年后，任卡斯蒂利亚-莱昂自治区政府科学研究顾问委员会委员。
2020年2月12日在莱昂逝世，终年95岁。